# Christoph Amberger

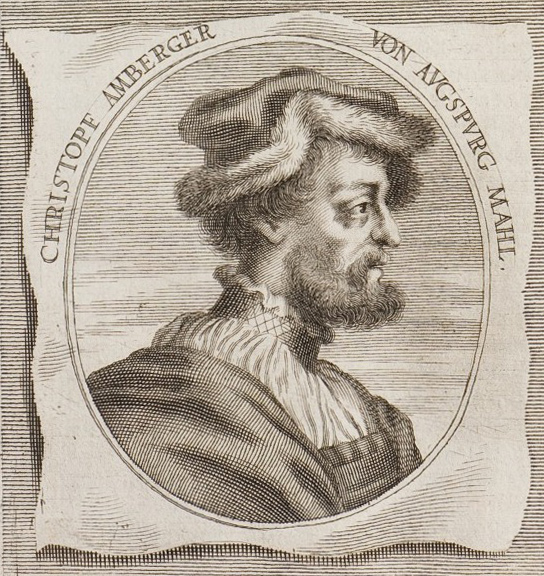
Christoph Amberger

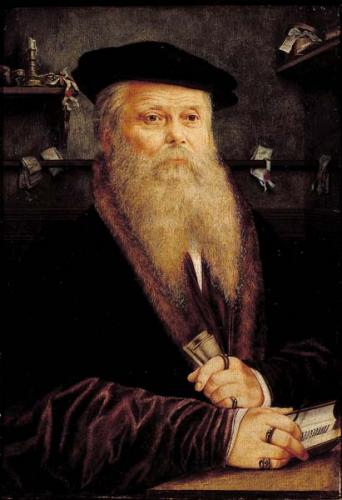
Ritratto virile

Christoph Amberger (Svevia, 1505 circa – Augusta, 1562) è stato un pittore tedesco.

## Biografia
Non se ne conoscono le origini, e probabilmente fu allievo di Leonhard Beck, di cui sposò la figlia nel 1530. Fu attivo ad Augusta e compì viaggi in Italia del Nord, compresa Venezia.
Ritrasse importanti personalità della sua epoca, come Carlo V, Sebastian Münzer, Ludovico di Baviera e Conrad Peutinger.

## Stile
Fu soprattutto un importante ritrattista. Nelle prime opere, databili al 1530 circa, dimostrò uno stile personale già definito, all'insegna del naturalismo capillare e di un colorismo e un senso della composizione di marca veneta. 
Nella produzione di arte sacra, soprattutto altari, l'influenza dell'arte italiana è ancora più evidente.